# Havelockia uniannulata
Havelockia uniannulata is een zeekomkommer uit de familie Phyllophoridae.
De wetenschappelijke naam van de soort werd in 1914 gepubliceerd door Carel Philip Sluiter.